# Știu să scriu 1,2,3…
Știu să scriu 1,2,3… este un film românesc din 1975 regizat de Ion Popescu Gopo.